# G.P. SBS-Miasino-Mottarone 2002
Il G.P. SBS-Miasino-Mottarone 2002, prima edizione della corsa, venne disputata il 16 giugno 2002, per un percorso di 14,5 km. Venne vinta dall'italiano Paolo Savoldelli, che terminò in 38'40".

## Classifica (Top 10)
| Pos. | Corridore          | Squadra        | Tempo   |
| ---- | ------------------ | -------------- | ------- |
| 1    | Paolo Savoldelli   | Deutsche Tel.  | 38'40"  |
| 2    | Julio Pérez Cuapio | Panaria        | a 2"    |
| 3    | Marco Della Vedova | Mercatone Uno  | a 3"    |
| 4    | Andrea Noè         | Mapei          | a 1'04" |
| 5    | Denis Lunghi       | Colpack-Astro  | a 1'17" |
| 6    | Ramon Bianchi      | Cage Maglierie | a 1'23" |
| 7    | Cristiano Frattini | Cage Maglierie | a 2'59" |
| 8    | Gianluca Bortolami | Tacconi Sport  | a 3'04" |
| 9    | Gianluca Sironi    | Tacconi Sport  | a 3'22" |
| 10   | Oscar Mason        | Saeco          | a 3'58" |